# Tuscaloosa (album de Neil Young)
Albums de Neil Young
2018
(Roxy: Tonight's the Night Live) Young Shakespeare
(2021)
Tuscaloosa est un album de Neil Young enregistré en public.

## Titres
Tous les titres sont composés par Neil Young.
1. Here we are in the Years
2. After the Gold Rush
3. Out of the Weekend
4. Harvest
5. Old Man
6. Heart of Gold
7. Time Fades Away
8. Lookout Joe
9. New Mama
10. Alabama
11. Don't Be Denied

## Musiciens
Neil Young + Stray Gators
- Neil Young (chant, harmonica, guitare, piano)
- Tim Drummond (basse)
- Kenny Buttrey (Batterie)
- Jack Nitzsche (piano, chant)
- Ben Keith (pedal steel, guitare slide, chant)